# Simone Del Nero
Simone Del Nero (* 4. August 1981 in Ortonovo, Italien) ist ein ehemaliger italienischer Fußballspieler, der vorwiegend als Stürmer eingesetzt wurde.

## Karriere
Er bestritt bereits 44 Spiele für Brescia Calcio in der Serie A, der ersten italienischen Liga, und erzielte dort zwei Tore. Sein erstes Spiel absolvierte er am 17. November 2002 gegen Atalanta Bergamo (0:2), wo er in der 78. Spielminute eingewechselt wurde. In der Saison 2002/03 spielte er nur zwei Spiele und das jeweils nur als Ersatzspieler. In der Saison 2003/04 absolvierte er 21 Partien, doch war er wiederum meist Reservespieler. Er wurde 16-mal eingewechselt, dreimal ausgewechselt und nur einmal spielte er über 90 Minuten – am 26. Februar 2004 auswärts gegen Inter Mailand, als er in der 73. Spielminute zum 2:1 traf. Außerdem erzielte er am 15. Mai 2005 das 1:0 (50. Minute) gegen den FC Bologna. Nach dieser Saison stieg Brescia in die Serie B ab und Del Nero wechselte zu Lazio Rom. Dort konnte er sich nicht durchsetzen und kam nur selten zum Einsatz. Weitere Stationen waren die AC Cesena, Carrarese Calcio und die US Massese, wo er bis zum Ende der Saison 2017/18 spielte. Nach einer vorübergehenden Vereinslosigkeit trat er in der Saison 2020/21 für SCD Rivasamba an und beendete dort seine Karriere im Alter von 39 Jahren am Ende der Spielzeit. 

## Erfolge
- Bronzemedaille bei den Olympischen Sommerspielen 2004 in Athen
- U-21-Europameister: 2004
- Italienischer Pokalsieger: 2009
- Ritter des Verdienstordens der Italienischen Republik: 2004